# Leichtathletik-Europameisterschaften 1986/Diskuswurf der Männer

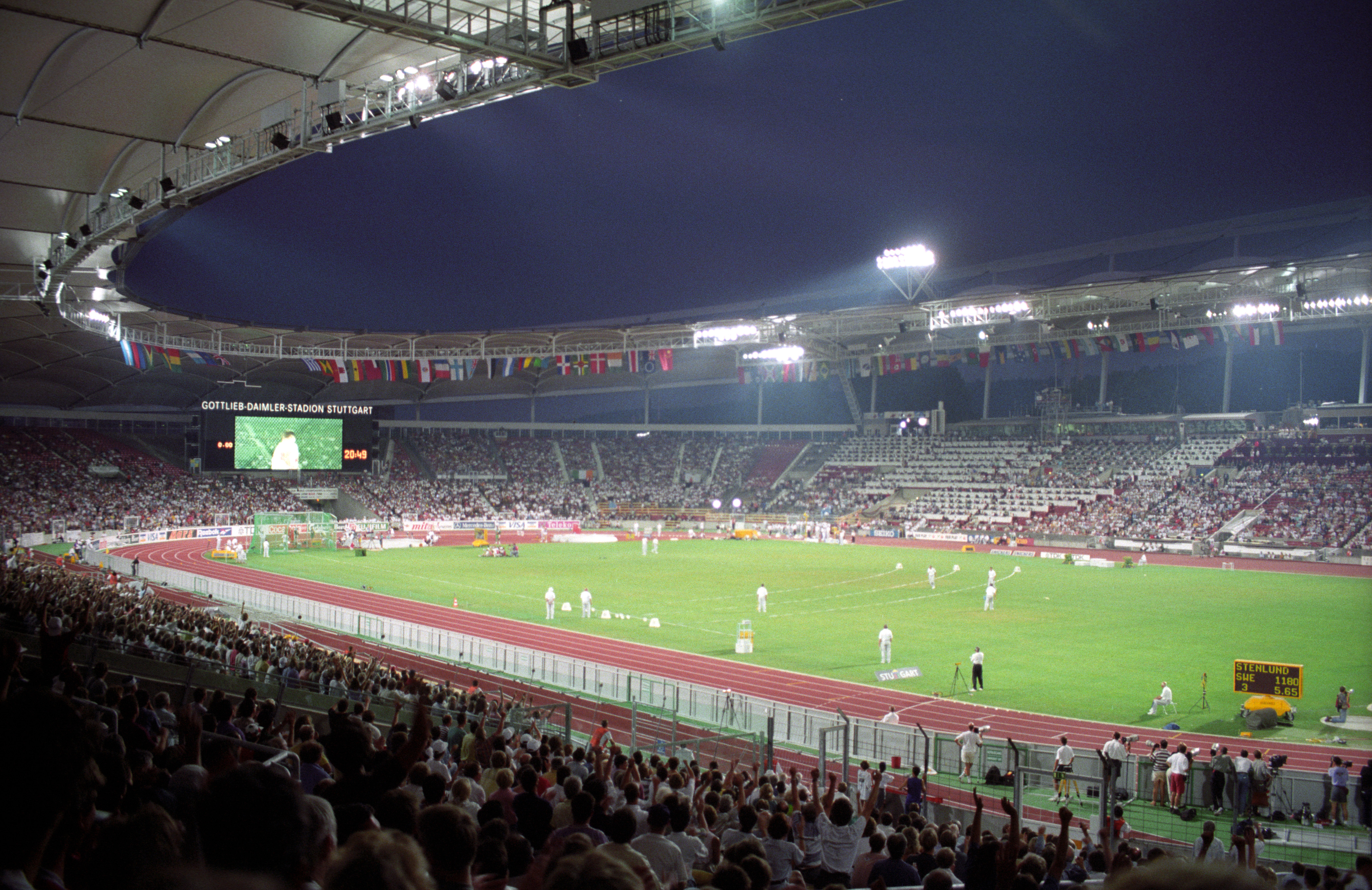
Das Stuttgarter Neckarstadion (heute MHPArena) bei den Leichtathletik-Weltmeisterschaften 1993

Der Diskuswurf der Männer bei den Leichtathletik-Europameisterschaften 1986 wurde am 30. und 31. August 1986 im Stuttgarter Neckarstadion ausgetragen.
Die sowjetischen Diskuswerfer verbuchten in diesem Wettbewerb einen Dreifacherfolg. Europameister wurde Romas Ubartas. Er gewann vor Georgi Kolnootschenko und Vaclavas Kidykas.

## Rekorde

### Bestehende Rekorde
| Weltrekord           | 74,08 m | Jürgen Schult    | Neubrandenburg DDR (heute Deutschland) | 6. Juni 1986      |
| Europarekord         | 74,08 m | Jürgen Schult    | Neubrandenburg DDR (heute Deutschland) | 6. Juni 1986      |
| Meisterschaftsrekord | 66,82 m | Wolfgang Schmidt | EM Prag, Tschechoslowakei              | 3. September 1978 |

### Rekordverbesserung
Der sowjetische Europameister Romas Ubartas verbesserte den bestehenden EM-Rekord im Finale am 31. August um 25 Zentimeter auf 67,08 m. Zum Welt- und Europarekord fehlten ihm genau sieben Meter.

## Legende
Kurze Übersicht zur Bedeutung der Symbolik – so üblicherweise auch in sonstigen Veröffentlichungen verwendet:
| CR | Championshiprekord |

## Qualifikation
30. August 1986, 9:30 Uhr
Fünfzehn Wettbewerber traten in zwei Gruppen zur Qualifikationsrunde an. Acht von ihnen (hellblau unterlegt) übertrafen die Qualifikationsweite für den direkten Finaleinzug von 62,00 m. Damit war die Mindestzahl von zwölf Finalteilnehmern nicht erreicht. Das Finalfeld wurde mit den vier nächstplatzierten Sportlern (hellgrün unterlegt) auf zwölf Werfer aufgefüllt. So mussten schließlich 60,38 m für die Finalteilnahme erbracht werden.
Werfer aufgefüllt (hellgrün unterlegt). 

### Gruppe A

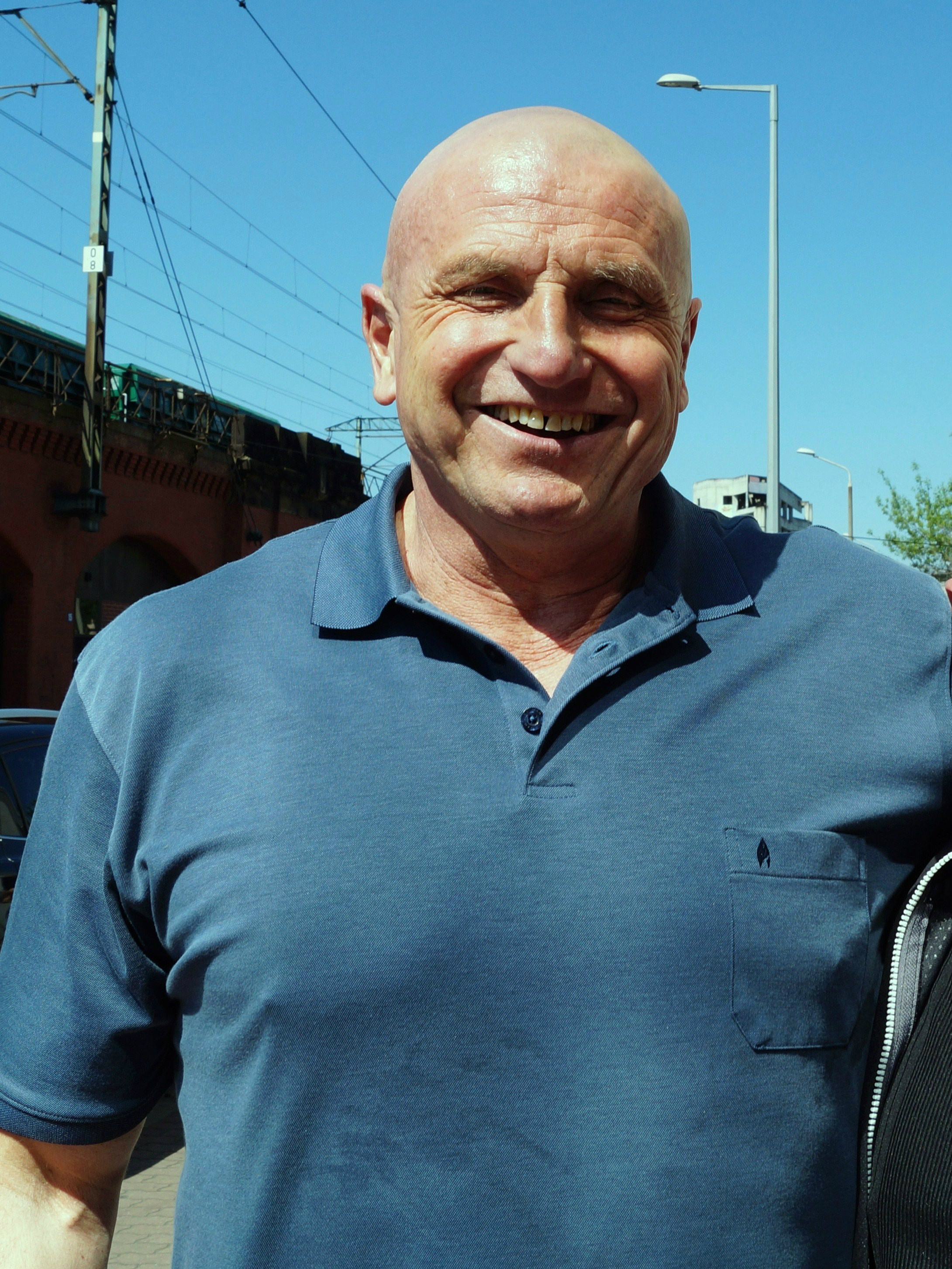
Dariusz Juzyszyn schied mit 59,82 m aus
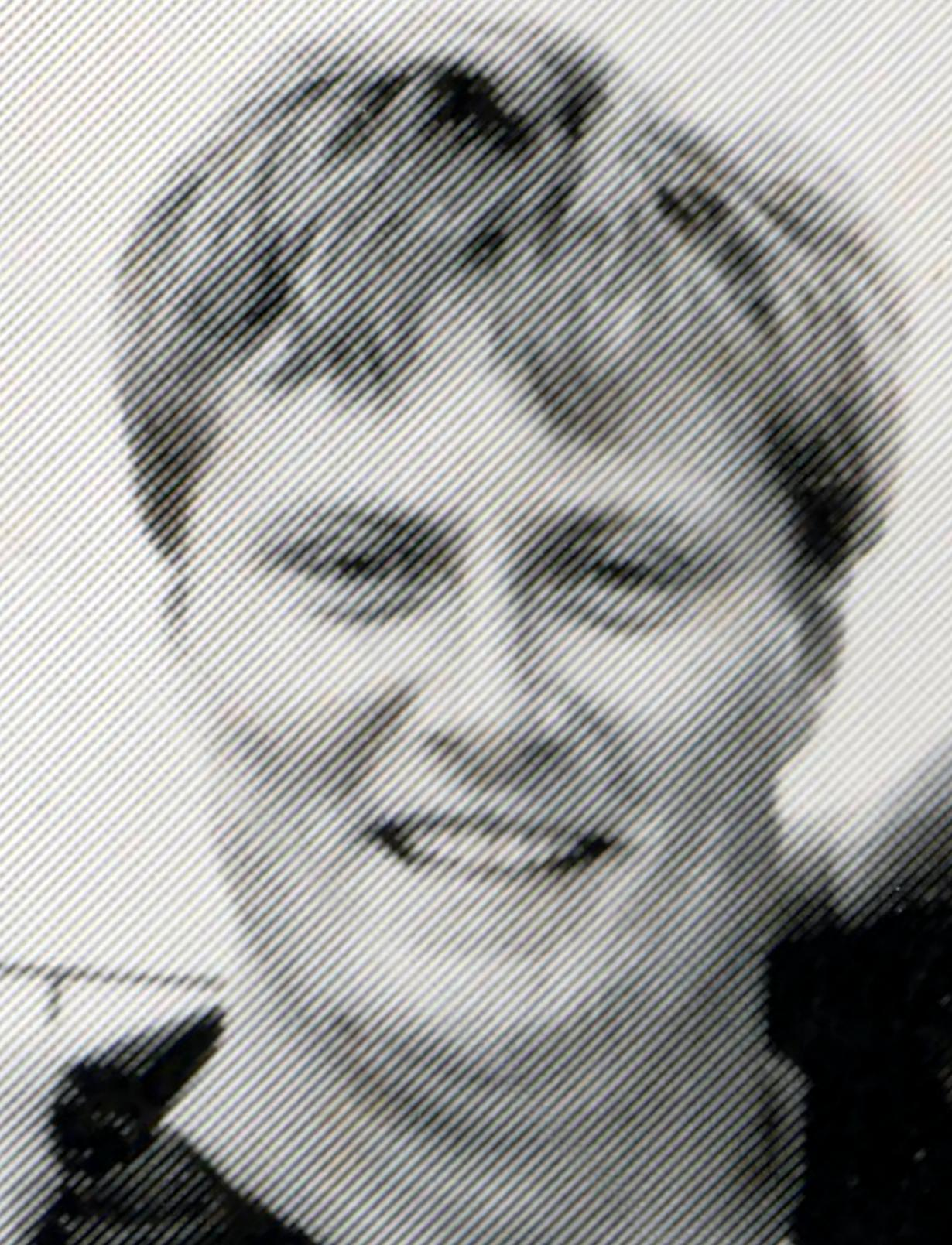
Im Kugelstoßen drei Tage zuvor hatte Georg Andersen Rang zehn belegt, im Diskuswurf reichte es mit 55,24 m nicht ins Finale

| Platz | Name                        | Nation           | Weite (m) |
| ----- | --------------------------- | ---------------- | --------- |
| 1     | Imrich Bugár                | Tschechoslowakei | 65,62     |
| 2     | Vaclavas Kidykas            | Sowjetunion      | 62,76     |
| 3     | Jürgen Schult               | DDR              | 61,06     |
| 4     | Alwin Wagner                | BR Deutschland   | 60,38     |
| 5     | Marco Martino               | Italien          | 59,94     |
| 6     | Kamen Dimitrow              | Bulgarien        | 59,88     |
| 7     | Dariusz Juzyszyn            | Polen            | 59,82     |
| 8     | Paul Mardle                 | Großbritannien   | 58,08     |
| 9     | Konstantinos Georgakopoulos | Griechenland     | 56,70     |
| 10    | Georg Andersen              | Norwegen         | 55,24     |
| 11    | Bo Henriksson               | Schweden         | 54,24     |

### Gruppe B
| Platz | Name                  | Nation           | Weite (m) |
| ----- | --------------------- | ---------------- | --------- |
| 1     | Georgi Kolnootschenko | Sowjetunion      | 66,08     |
| 2     | Knut Hjeltnes         | Norwegen         | 64,34     |
| 3     | Romas Ubartas         | Sowjetunion      | 64,08     |
| 4     | Stefan Fernholm       | Schweden         | 62,98     |
| 5     | Erik de Bruin         | Niederlande      | 62,96     |
| 6     | Rolf Danneberg        | BR Deutschland   | 62,32     |
| 7     | Alois Hannecker       | BR Deutschland   | 60,98     |
| 8     | Géjza Valent          | Tschechoslowakei | 60,58     |
| 9     | Olav Jenssen          | Norwegen         | 56,96     |
| 10    | Graham Savory         | Großbritannien   | 55,96     |

## Finale
31. August 1986, 15:45 Uhr
| Platz | Name                  | Nation           | Weite (m) |
| ----- | --------------------- | ---------------- | --------- |
| 1     | Romas Ubartas         | Sowjetunion      | 67,08 CR  |
| 2     | Georgi Kolnootschenko | Sowjetunion      | 67,02     |
| 3     | Vaclavas Kidykas      | Sowjetunion      | 66,32     |
| 4     | Knut Hjeltnes         | Norwegen         | 65,60     |
| 5     | Géjza Valent          | Tschechoslowakei | 65,00     |
| 6     | Erik de Bruin         | Niederlande      | 64,52     |
| 7     | Jürgen Schult         | DDR              | 64,38     |
| 8     | Imrich Bugár          | Tschechoslowakei | 63,56     |
| 9     | Alwin Wagner          | BR Deutschland   | 62,76     |
| 10    | Stefan Fernholm       | Schweden         | 62,24     |
| 11    | Rolf Danneberg        | BR Deutschland   | 61,60     |
| 12    | Alois Hannecker       | BR Deutschland   | 59,48     |

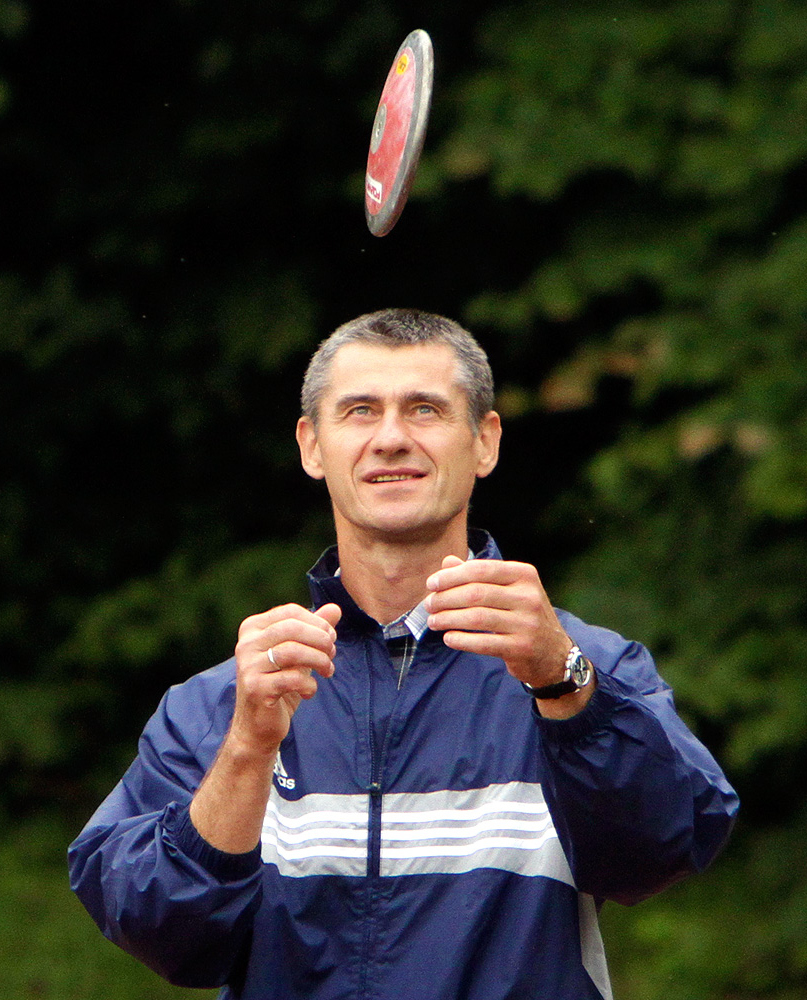
Europameister Romas Ubartas – mit Silber 1988 und Gold 1992 errang er später zwei olympische Medaillen

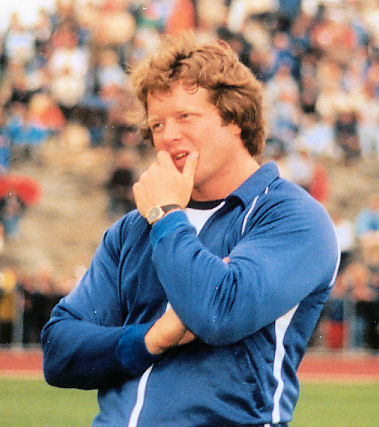
Knut Hjeltnes, 1978 EM-Fünfter und 1982 EM-Zwölfter, wurde diesmal Vierter
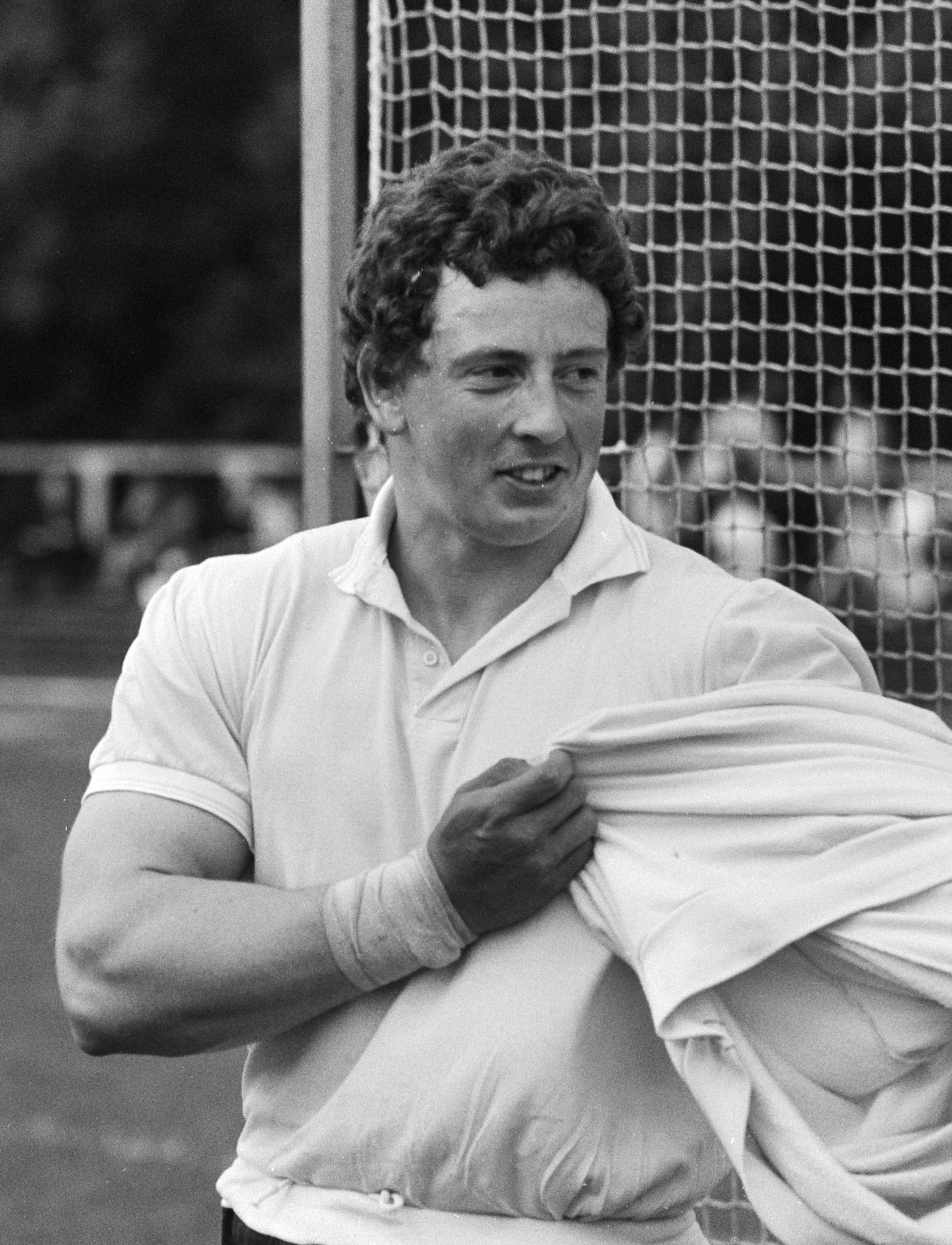
Erik de Bruin kam auf den sechsten Platz – vier Jahre später eroberte er EM-Silber
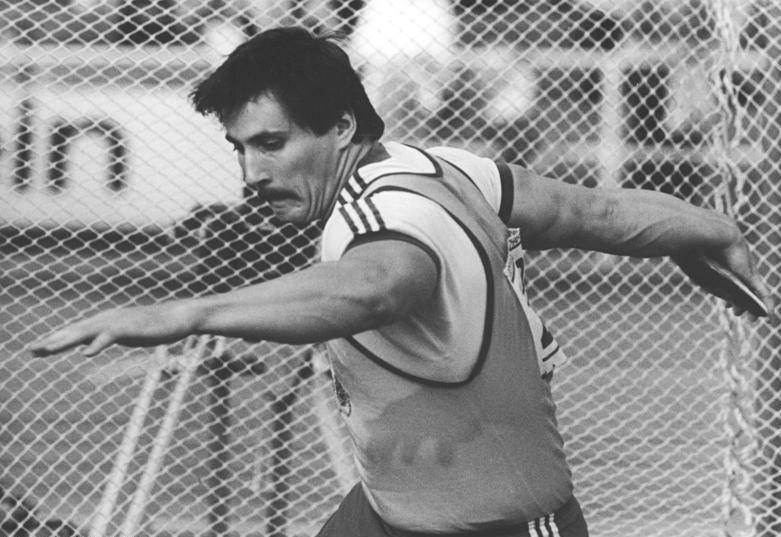
Der Weltrekordinhaber Jürgen Schult belegte Rang sieben – später gewann er eine Vielzahl an olympischen, WM-, EM-Medaillen und ist bis heute Inhaber des Weltrekords
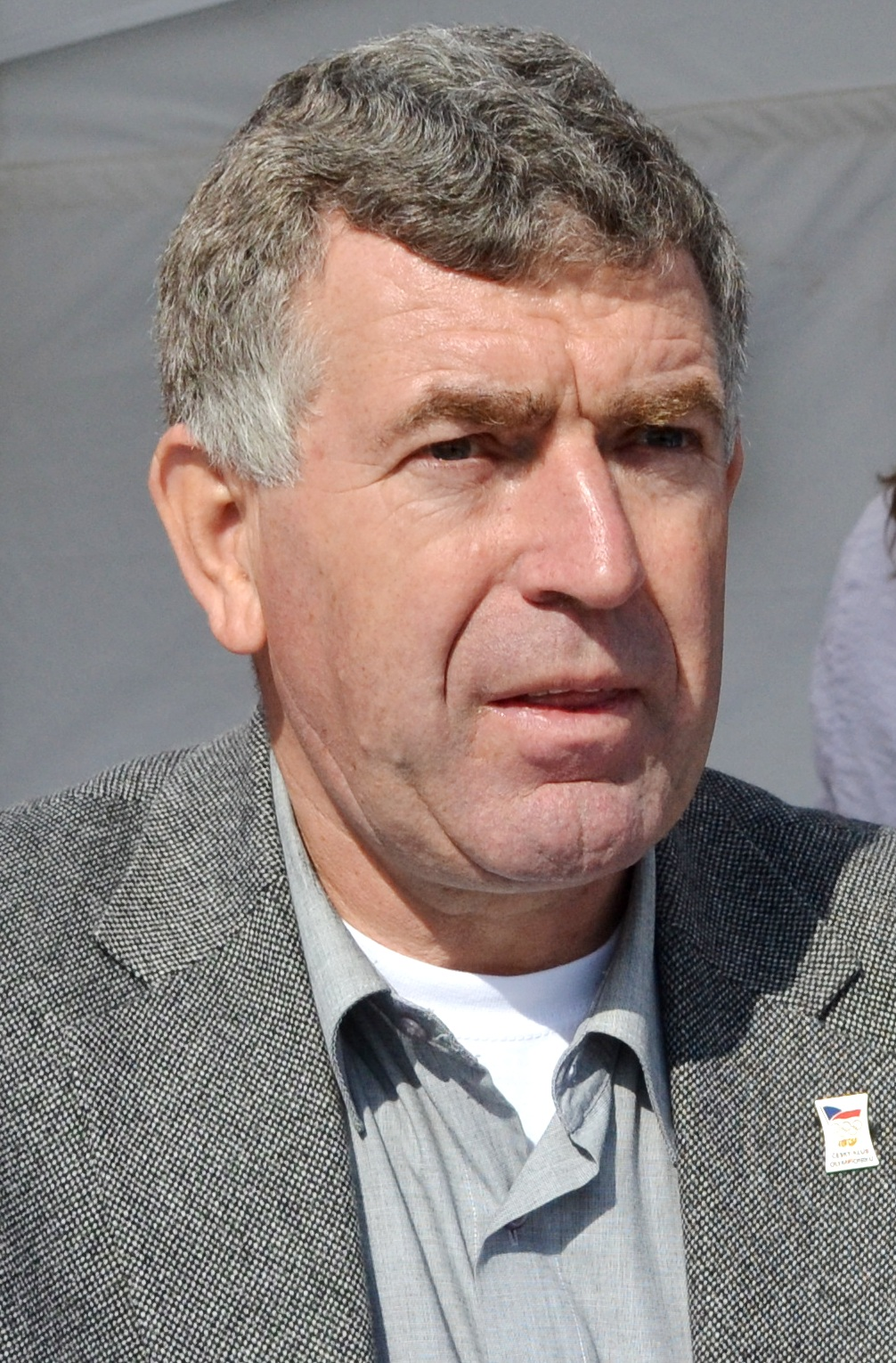
Der Titelverteidiger und amtierende Weltmeister Imrich Bugár (hier im Jahr 2013) wurde Achter in diesem Finale

## Video
- 1986 European Outdoor Championships Men's Discus Final, veröffentlicht am 14. Juni 2012 auf youtube.com (englisch), abgerufen am 3. September 2019

## Videolinks
- 1986 European Outdoor Championships Men's Discus Final, www.youtube.com, abgerufen am 15. Dezember 2022
- 1986 European Championships – Women's discus throw (11 ATTEMPTS), www.youtube.com, abgerufen am 15. Dezember 2022